# Alexander Volkanovski
Alexander Volkanovski (n. 29 septembrie 1988, City of Shellharbour⁠(d), Noul Wales de Sud, Australia) este un luptător profesionist australian de arte marțiale mixte⁠(d). În prezent, luptă în categoria pană a organizației Ultimate Fighting Championship (UFC), unde este fostul campion. De asemenea, este fostul campion al organizației Australian Fighting Championship (AFC) în categoria pană. Înainte de debutul său în UFC, Volkanovski a fost boxer profesionist în 2015. Începând cu 12 aprilie 2025, este campionul UFC la categoria pană și, începând cu 24 iunie 2025, este pe locul 6 în clasamentul masculin pound-for-pound din UFC. Este considerat unul dintre cei mai mari luptători la categoria pană din toate timpurile.

## Poveste

### Context
Volkanovski s-a născut la 29 septembrie 1988, în Wollongong, New South Wales.
Tatăl său s-a născut în satul Beranci⁠(d) din Iugoslavia, SR Macedonia (acum Macedonia de Nord), în timp ce mama sa este din Grecia.[9] [10] 
Alex a început să se antreneze în lupte greco-romane la o vârstă fragedă și a câștigat un titlu național de două ori la vârsta de 12 ani.[11] [12] a decis să renunțe la lupte la vârsta de 14 ani și, în schimb, s-a concentrat pe o carieră în liga de rugby ca vâslar frontal.[12] [13] Volkanovski a urmat Liceul Lake Illawarra de-a lungul adolescenței [14] și a lucrat ca betonier după absolvire.[15]
A jucat rugby semi-profesional pentru Warilla Gorillas în grupul 7 Rugby League, unde a fost distins cu Medalia Mick Cronin în 2010 ca cel mai bun jucător al Campionatului. de asemenea, a jucat un rol crucial în sezonul câștigător al Premiership-ului Warilla din 2011 și a primit Premiul Man Of The Match pentru performanța sa în marea victorie finală a echipei sale asupra lui Gerringong. Volkanovski a decis apoi să renunțe la rugby league la vârsta de 23 de ani pentru a urma o carieră profesională în arte marțiale mixte în a doua jumătate a anului 2011. El susține că a urmărit evenimentele Ultimate Fighting Championship de atunci copilărie și a inchiriat casete VHS de la Blockbuster, precum și achiziționarea UFC pay per views de la vârsta de 14 ani.
Antrenor Joe Lopez a spus că Volkanovski a început să se antreneze în MMA la vârsta de 22 de ani și lupte greco-romane pentru a se menține în formă în timpul Ligii de rugby în afara sezonului, unde cântărea 97 kg (210 lb). Cu toate acestea, el și-a dat seama curând că are o pasiune pentru sport și a vrut să meargă cât de departe a putut. Volkanovski a devenit rapid un bun contra-atacant cu o dreaptă puternică, precum și un luptător ofensiv fantastic. El a concurat inițial în mai multe lupte de amatori în Divizia de greutate medie, pe măsură ce s-a ajustat de la greutatea sa de rugby înainte de a deveni profesionist și de a trece la greutatea Welter, ușor și în cele din urmă Divizia de greutate Featherweight.
"Nu există scuze în luptă. Puteți juca un sport de echipă și să aibă un joc bun, și puteți pierde. În luptă, totul depinde de mine. Dacă mă duc acolo și pierd, atunci e vina mea. Îmi place asta. Așa că știu că dacă lupt bine, voi câștiga. Îmi place cu siguranță faptul că totul este pe tine, și faci ceea ce trebuie să faci pentru a câștiga. Fiecare luptă este ca o mare finală în liga de rugby.
Volkanovski se antrenează la Freestyle Fighting Gym în Wollongong dar finalizează în mod regulat tabere de antrenament la Tiger Muay Thai și Bangtao Muay Thai & MMA în Phuket și Kickboxing de oraș în Auckland cu colegi luptători UFC, fost campion UFC la categoria Middleweight Israel Adesanya, Dan Hooker și Kai Kara-France. Printre membrii echipei lui Volkanovski se numără Eugene Bareman și Craig Jones. 

## Cariera în Luptă Arte Marțiale

### Începutul carierei
Începând ca Amator la categoria medie și mergând 4-0 înainte de a deveni profesionist, Volkanovski a luptat în diferite organizații MMA din regiunea Oceania din Asia din 2012 până în iulie 2016 înainte de a semna cu UFC. A câștigat un titlu Pacific Xtreme Combat (PXC) și două titluri de la Australian Fighting Championship (AFC) la categoria Featherweight. Volkanovski a acumulat un record de 13-1 cu 10 victorii consecutive înainte de a se alătura UFC.

### Ultimate Fighting Championship
Volkanovski și-a făcut debutul promoțional pe 26 noiembrie 2016 și și-a mărit seria de victorii la 11 cu un TKO în runda a doua împotriva lui Yusuke Kasuya la UFC Fight Night 101.

## Rezultate în arte marțiale mixte
| Rezultate profesioniste |             |              |
| 31 meciuri              | 27 victorii | 4 înfrângeri |
| Prin knockout           | 13          | 3            |
| Prin predare            | 3           | 0            |
| La puncte               | 11          | 1            |

| Rezultat   | La general | Adversar              | Metodă                     | Eveniment                                     | Data               | Runda | Timp | Locația                              | Note                                                                               |
| ---------- | ---------- | --------------------- | -------------------------- | --------------------------------------------- | ------------------ | ----- | ---- | ------------------------------------ | ---------------------------------------------------------------------------------- |
| Victorie   | 27–4       | Diego Lopes           | Decizie (unanimă)          | UFC 314                                       | 12 aprilie 2025    | 5     | 5:00 | Miami, Florida, SUA                  | Câștigă centura UFC Featherweight Championship vacantă. Fight of the Night.        |
| Înfrângere | 26–4       | Ilia Topuria          | KO (pumn)                  | UFC 298                                       | 17 februarie 2024  | 2     | 3:32 | Anaheim, California, United States   | A pierdut centura UFC Featherweight Championship.                                  |
| Înfrângere | 26–3       | Islam Makhachev       | KO (head kick și pumni)    | UFC 294                                       | 21 octombrie 2023  | 1     | 3:06 | Abu Dhabi, United Arab Emirates      | Pentru UFC Lightweight Championship.                                               |
| Victorie   | 26–2       | Yair Rodríguez        | TKO (pumni)                | UFC 290                                       | 8 iulie 2023       | 3     | 4:19 | Las Vegas, Nevada, United States     | A apărat și unificat centura UFC Featherweight Championship.                       |
| Înfrângere | 25–2       | Islam Makhachev       | Decizie (unanimă)          | UFC 284                                       | 12 februarie 2023  | 5     | 5:00 | Perth, Australia                     | Pentru UFC Lightweight Championship. Lupta Nopții. Lupta Anului.                   |
| Victorie   | 25–1       | Max Holloway          | Decizie (unanimă)          | UFC 276                                       | 2 iulie 2022       | 5     | 5:00 | Las Vegas, Nevada, United States     | A apărat titlul UFC Featherweight Championship.                                    |
| Victorie   | 24–1       | Jung Chan-sung        | TKO (pumni)                | UFC 273                                       | 9 aprilie 2022     | 4     | 0:45 | Jacksonville, Florida, United States | A apărat titlul UFC Featherweight Championship. Performanța Nopții.                |
| Victorie   | 23–1       | Brian Ortega          | Decizie (unanimă)          | UFC 266                                       | 25 septembrie 2021 | 5     | 5:00 | Las Vegas, Nevada, United States     | A apărat titlul UFC Featherweight Championship. Performanța Nopții.                |
| Victorie   | 22–1       | Max Holloway          | Decizie (split)            | UFC 251                                       | 12 iulie 2020      | 5     | 5:00 | Abu Dhabi, United Arab Emirates      | A apărat titlul UFC Featherweight Championship. Performanța Nopții.                |
| Victorie   | 21–1       | Max Holloway          | Decizie (unanimă)          | UFC 245                                       | 14 decembrie 2019  | 5     | 5:00 | Las Vegas, Nevada, United States     | A câștigat titlul UFC Featherweight Championship.                                  |
| Victorie   | 20–1       | José Aldo             | Decizie (unanimă)          | UFC 237                                       | 11 mai 2019        | 3     | 5:00 | Rio de Janeiro, Brazil               |                                                                                    |
| Victorie   | 19–1       | Chad Mendes           | TKO (pumni)                | UFC 232                                       | 29 decembrie 2018  | 2     | 4:14 | Inglewood, California, United States | Lupta Nopții.                                                                      |
| Victorie   | 18–1       | Darren Elkins         | Decizie (Unanimă)          | UFC Fight Night: dos Santos vs. Ivanov        | 14 iulie 2018      | 3     | 5:00 | Boise, Idaho, United States          |                                                                                    |
| Victorie   | 17–1       | Jeremy Kennedy        | TKO (pumni și coturi)      | UFC 221                                       | 11 februarie 2018  | 2     | 4:57 | Perth, Australia                     |                                                                                    |
| Victorie   | 16–1       | Shane Young           | Decizie (unanimă)          | UFC Fight Night: Werdum vs. Tybura            | 19 noiembrie 2017  | 3     | 5:00 | Sydney, Australia                    | Catchweight (150 lb) bout.                                                         |
| Victorie   | 15–1       | Mizuto Hirota         | Decizie (unanimă)          | UFC Fight Night: Lewis vs. Hunt               | 11 iunie 2017      | 3     | 5:00 | Auckland, New Zealand                | Reintoarcere la Featherweight.                                                     |
| Victorie   | 14–1       | Yusuke Kasuya         | TKO (pumni)                | UFC Fight Night: Whittaker vs. Brunson        | 26 noiembrie 2016  | 2     | 2:06 | Melbourne, Australia                 |                                                                                    |
| Victorie   | 13–1       | Jai Bradney           | TKO (pumni)                | Wollongong Wars 4                             | 8 iulie 2016       | 1     | N/A  | Wollongong, Australia                | A câștigat Wollongong Wars Lightweight Championship.                               |
| Victorie   | 12–1       | Jamie Mullarkey       | KO (pumn)                  | Australian FC 15                              | 19 mai 2016        | 1     | 3:23 | Melbourne, Australia                 | A apărat AFC Featherweight Championship.                                           |
| Victorie   | 11–1       | Yusuke Yachi          | Predare (triangle choke)   | Pacific Xtreme Combat 50                      | 4 decembrie 2015   | 4     | 3:43 | Mangilao, Guam                       | A câștigat PXC Featherweight Championship.                                         |
| Victorie   | 10–1       | James Bishop          | TKO (pumni)                | Australian FC 13                              | 14 iunie 2015      | 1     | 1:39 | Melbourne, Australia                 | A câștigat AFC Featherweight Championship.                                         |
| Victorie   | 9–1        | David Butt            | TKO (pumni)                | Wollongong Wars 2                             | 1 noiembrie 2014   | 2     | 1:52 | Thirroul, Australia                  | Lightweight bout.                                                                  |
| Victorie   | 8–1        | Kyle Reyes            | Decizie (unanima)          | Pacific Xtreme Combat 45                      | 24 octombrie 2014  | 3     | 5:00 | Mangilao, Guam                       | Reîntoarcere la Featherweight.                                                     |
| Victorie   | 7–1        | Jai Bradney           | Predare (rear-naked choke) | Roshambo MMA 3                                | 26 iulie 2014      | 1     | 4:58 | Brisbane, Australia                  | A apărat Roshambo MMA Lightweight Championship.                                    |
| Victorie   | 6–1        | Rodolfo Marques Diniz | KO (pumn)                  | Australian FC 9                               | 17 mai 2014        | 1     | 3:41 | Albury, Australia                    | Featherweight debut.                                                               |
| Victorie   | 5–1        | Greg Atzori           | Predare (guillotine choke) | Roshambo MMA 2                                | 1 februarie 2014   | 1     | N/A  | Brisbane, Australia                  | Lightweight debut. A câștigat titlul vacant Roshambo MMA Lightweight Championship. |
| Victorie   | 4–1        | Luke Catubig          | TKO (pumni)                | Australian FC 7                               | 14 decembrie 2013  | 3     | 4:39 | Melbourne, Australia                 |                                                                                    |
| Înfrângere | 3–1        | Corey Nelson          | TKO (head kick și pumni)   | Australian FC 5                               | 10 mai 2013        | 3     | 0:13 | Melbourne, Australia                 | AFC Welterweight Turnament Trimestru Final                                         |
| Victorie   | 3–0        | Anton Zafir           | TKO (pumni)                | Roshambo MMA 1                                | 17 aprilie 2013    | 4     | 2:19 | Brisbane, Australia                  | A câștigat Roshambo MMA Welterweight Championship.                                 |
| Victorie   | 2–0        | Regan Wilson          | TKO (oprit de doctori)     | Southern Fight Promotions: Cage Conquest 2    | 23 februarie 2013  | 1     | 2:49 | Nowra, Australia                     | A câștigat Cage Conquest Welterweight Championship.                                |
| Victorie   | 1–0        | Gerhard Voigt         | Decizie (unanimă)          | Revolution Promotions: Revolution at the Roxy | 19 mai 2012        | 3     | 5:00 | Sydney, Australia                    | Welterweight debut.                                                                |

## Professional boxing record
| No. | Result | Record | Opponent       | Type | Round, time | Date        | Location                                               | Notes |
| --- | ------ | ------ | -------------- | ---- | ----------- | ----------- | ------------------------------------------------------ | ----- |
| 1   | Win    | 1–0    | Dillon Bargero | UD   | 4           | 17 Apr 2015 | Hurstville Entertainment Centre, Hurstville, Australia |       |

## Pay-per-view bouts
| No. | Event   | Fight                         | Date              | Venue                          | City                                 | PPV Buys         |
| --- | ------- | ----------------------------- | ----------------- | ------------------------------ | ------------------------------------ | ---------------- |
| 1.  | UFC 266 | Volkanovski vs. Ortega        | 25 September 2021 | T-Mobile Arena                 | Las Vegas, Nevada, United States     | Număr Necunoscut |
| 2.  | UFC 273 | Volkanovski vs. Korean Zombie | 9 April 2022      | VyStar Veterans Memorial Arena | Jacksonville, Florida, United States | Număr Necunoscut |
| 3.  | UFC 284 | Makhachev vs. Volkanovski     | 12 February 2023  | RAC Arena                      | Perth, Australia                     | Număr Necunoscut |
| 4.  | UFC 290 | Volkanovski vs. Rodríguez     | 8 July 2023       | T-Mobile Arena                 | Las Vegas, Nevada, United States     | Număr necunoscut |
| 5.  | UFC 294 | Makhachev vs. Volkanovski 2   | 21 October 2023   | Etihad Arena                   | Abu Dhabi, United Arab Emirates      | Not Disclosed    |
| 6.  | UFC 298 | Volkanovski vs. Topuria       | 17 February 2024  | Honda Center                   | Anaheim, California, United States   | Not Disclosed    |